# Panagiotis Potsakis
Panagiotis Potsakis (griechisch Παναγιώτης Ποτσάκης, * 11. Juni 1986, Griechenland) ist ein ehemaliger griechischer Radrennfahrer, der im Straßen- und Bahnradsport aktiv war.
Als Juniorenfahrer wurde Potsakis 2004 dreifacher griechischer Meister: Er gewann auf der Straße die Titel im Straßenrennen und Einzelzeitfahren sowie auf der Bahn im Punktefahren.
Im Jahr 2005 gewann er griechische Meisterschaft im Einzelzeitfahren der U23. In dieser Disziplin wurde er 2007 Meisterschaftszweiter bei der U23 und zugleich bei der Elite.
Auf der Bahn gelangen ihm im Elitebereich bei nationalen Meisterschaften fünf Podiumsplatzierungen in den Disziplinen Einerverfolgung, Scratch, Punktefahren und Madison.